# Vladimir Fédorovski
Vladimir Fédorovski (ur. 27 kwietnia 1950 w Moskwie) – francuski historyk.
W latach 1972–1990 pracował w radzieckiej służbie dyplomatycznej. 

## Wybrane publikacje
- Histoire de la diplomatie française, Académie diplomatique, 1985
- Histoire secrète d’un coup d’État, (współautor: Ulysse Gosset), Lattès, 1991
- Les Égéries russes, (współautor:  Gonzague Saint Bris), Lattès, 1994
- Les Égéries romantiques, Lattès, 1995
- Le Département du diable, Plon, 1996
- Les Deux Sœurs ou l’Art d'aimer, Lattès, 1997, 2004
- Le Triangle russe, Plon, 1999
- Les Tsarines, les femmes qui ont fait la Russie, Éditions du Rocher 2000
- De Raspoutine à Poutine, les hommes de l’ombre, Perrin, 2001
- Le Retour de la Russie, (współautor:  Michel Gurfinkiel), Odile Jacob, 2001
- L’Histoire secrète des Ballets russes, Éditions du Rocher, 2002
- La Guerre froide, Mémorial de Caen, 2002
- Les Tsarines, Éditions du Rocher, 2002
- La Fin de l’URSS, Mémorial de Caen, 2002
- Le Roman de Saint-Pétersbourg, Éditions du Rocher, 2003
- Le Roman du Kremlin, Éditions du Rocher-Mémorial de Caen, 2004
- Diaghilev et Monaco, Éditions du Rocher, 2004
- Le Roman de la Russie insolite : du Transsibérien à la Volga, Éditions du Rocher 2004
- Paris - Saint-Pétersbourg : la grande histoire d'amour, Presses de la Renaissance, 2005
- Le Roman de l'Orient Express, Éditions du Rocher, 2006
- Le Fantôme de Staline, Éditions du Rocher, 2007
- Les Amours de La Grande Catherine, Éditions Alphée / Jean-Paul Bertrand, 2008, Éditions du Rocher 2009
- Le Roman de l’âme slave, Éditions du Rocher, 2009
- Napoléon et Alexandre, Éditions Alphée, 2009
- Les Romans de la Russie éternelle, Éditions du Rocher, 2009
- Le Roman de Tolstoï, Éditions du Rocher, 2010
- Le Roman de l’espionnage, Éditions du Rocher, 2011
- Le Roman de Raspoutine, Éditions du Rocher, 2011
- Le Roman du siècle rouge ((współautor: Alexandre Adler), Éditions du Rocher, 2012
- L’islamisme va-t-il gagner : le roman du siècle vert ((współautor: Alexandre Adler) éditions du Rocher, 2012
- La Magie de Saint-Pétersbourg, Éditions du Rocher, 2012
- Le Roman des Tsars, Éditions du Rocher, 2013
- Le Roman de la perestroïka, Éditions du Rocher, 2012
- Le Roman des espionnes, Éditions du Rocher, 2014
- Poutine, l’itinéraire secret, Éditions du Rocher, 2014
- La Magie de Moscou, Éditions du Rocher, 2014
- La Volupté des Neiges, Éditions Albin Michel, 2015
- Dictionnaire amoureux de Saint-Pétersbourg, Plon, 2016
- Poutine de A à Z, Stock, 2017,
- Au cœur du Kremlin, des tsars rouges à Poutine, Stock, 2018
- Le Roman vrai de la manipulation, Flammarion, 2018
- Sur tes cils fond la neige : le roman vrai du docteur Jivago, Stock, 2019
- La grâce venue des neiges : dans les coulisses des ballets russes, Apopsis, 2019.

## Publikacje w języku polskim
- (współautor: Gonzague Saint-Bris), Rosyjskie egerie, przeł. Joanna Polachowska, Warszawa: "Bellona" 1998.
- Caryce: od Katarzyny I do Ludmiły Putin, przeł. Regina Gręda, Warszawa: "Fakty" 2002.
- Miłosny trójkąt po rosyjsku: życie uczuciowe Katarzyny II, A. Puszkina, W. Lenina, W. Majakowskiego, B. Pasternaka, przeł. Joanna Kluza, Łódź: "Ravi" 2003.
- Petersburski romans: miłość nad brzegami Newy, przeł. Elżbieta Derelkowska, Warszawa: "Magnum" 2003.
- Tajemnica Kremla, przeł. Maria Śledzianowska, Warszawa: Wydawnictwo Jeden Świat 2006.